# Oxyopes rubriventer
Oxyopes rubriventer är en spindelart som beskrevs av Lodovico di Caporiacco 1941. Oxyopes rubriventer ingår i släktet Oxyopes och familjen lospindlar. Arten delas upp i två underarter: O. r. rubriventer och O. r. paecilus.